# Chasco
El cognom Chasco o Txasko és un cognom basc que té les seves arrels tradicionals a Los Arcos (Regne de Navarra), tot i que té branques a Navarra mateix (a Viana) i a Àlaba (a Santa Cruz de Campezo).

## Història i heràldica
És un noble i famós llinatge basc. La propietat familiar més antiga es troba a Los Arcos, del partit judicial d'Estella. D'acord amb això, els descendents es van traslladar als pobles propers de Názar, Piedramillera, Torralba del Río, Zúñiga i Esprontzeda. Al llarg de la història, els membres de la família han demostrat repetidament la seva noblesa. Avui, a Los Arcos, la mansió familiar del segle xviii, que disposa d'una torre, està adornada amb les armories de la família en baix relleu, davant de la plaça major i la catedral. A la mateixa ciutat, la família estava emparentada amb altres famílies nobles, com la d'Alba. A més, Juan Chasco, de Los Arcos, sempre va estar present a les reunions de l'estament noble al claustre parroquial i va ser l'autoritat de la ciutat, com ho testimonien nombrosos notaris.
El cognom data del 1307 però no se'n van obtenir registres de noblesa fins al 1798, on consta l'escut de la casa pairal de Los Arcos. L'escut heràldic consta d'un pi arrencat i un lleó passant per damunt del peu del tronc; a banda i banda de l'arbre hi ha un castell. Segons Vicente de Cadenas y Vicent, hi ha un altre escut: d'atzur, una clau d'argent en pal, acompanyada a la destra d'un cadenat d'or.

## Etimologia
Segons l'Euskaltzaindia, la grafia actual per als bascoparlants hauria d'adoptar la tx i la k de l'euskera actual, substituint Chasco per Txasko.
| Ortografia tradicional | Ortografia acadèmica actual |
| ---------------------- | --------------------------- |
| Chasco                 | Txasko                      |

Els historiadors no han estudiat gaire l'origen i l'etimologia del llinatge Chasco o Txasko, per tant hi ha pocs llibres que parlin de l'origen d'aquesta família. Entre els estudiosos d'aquest cognom hi ha Alfredo Basan. A continuació es mostra una llista de treballs que examinen el cognom: 
- Euskal deituren izendegia (Philippe Oyhamburu):

Chasco: Etxazko (d'etxe, "casa") o Sasko (de sasi, "ginesta").
- Apellidos vascos (Endika de Mogrobejo):

Txasko: Ginestar (terreny ple de ginesta).

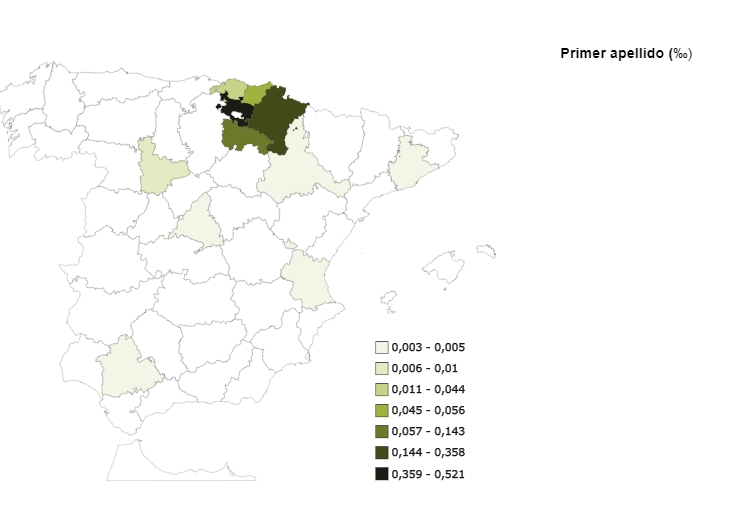
Repartiment del cognom Txasko o Chasco a la Península Ibèrica.

Tots dos autors deriven l'etimologia del cognom de sasi. Ara bé, no se n'ha trobat cap evidència significativa fins ara.